# نوسیفکا
شهر نوسیفکا (به روسی: Носівка) در استان چرنیهیو در کشور اوکراین واقع شده‌است. جمعیت این شهر ۱۵٬۹۶۶ نفر  است.

## نگارخانه

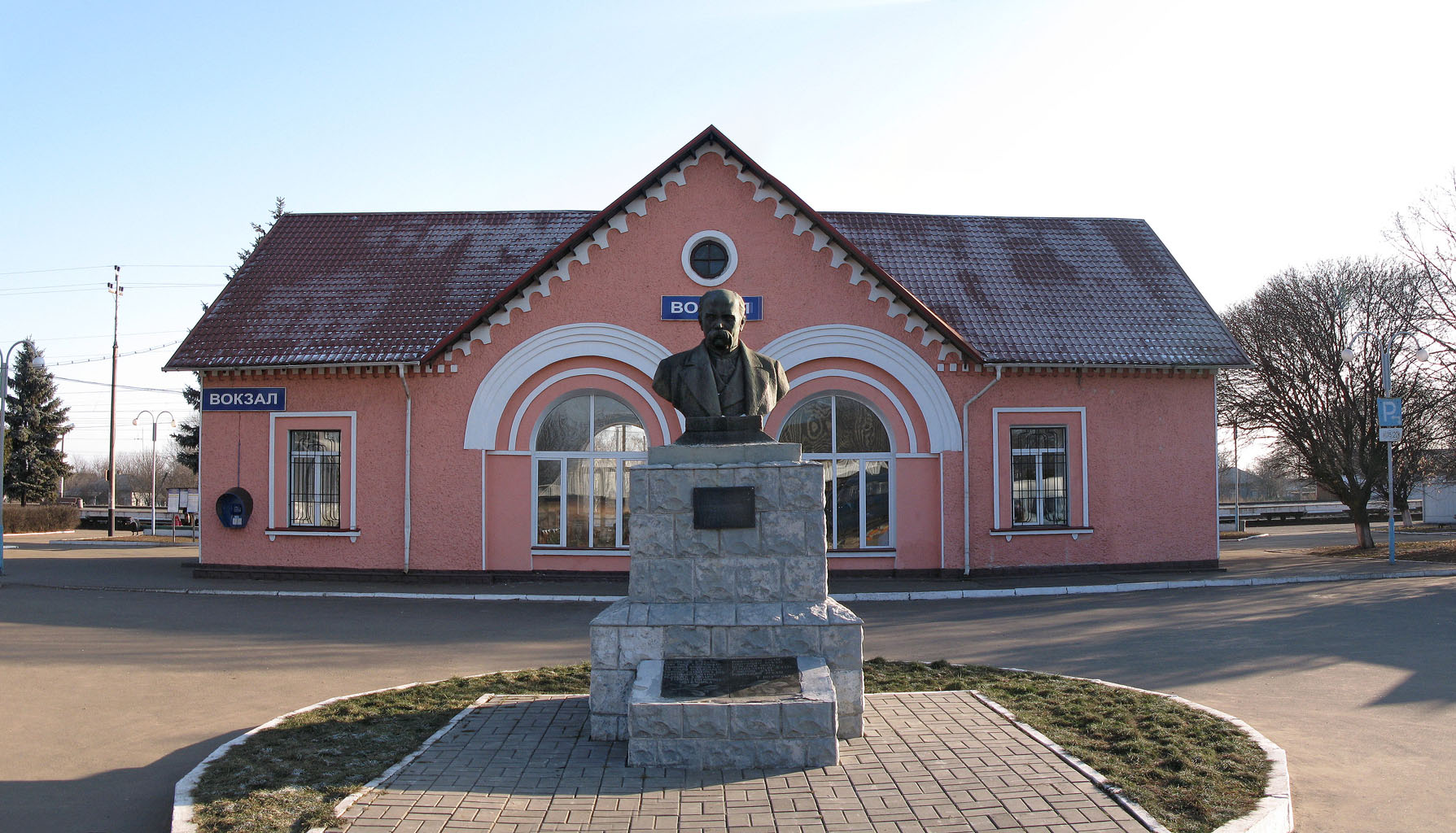
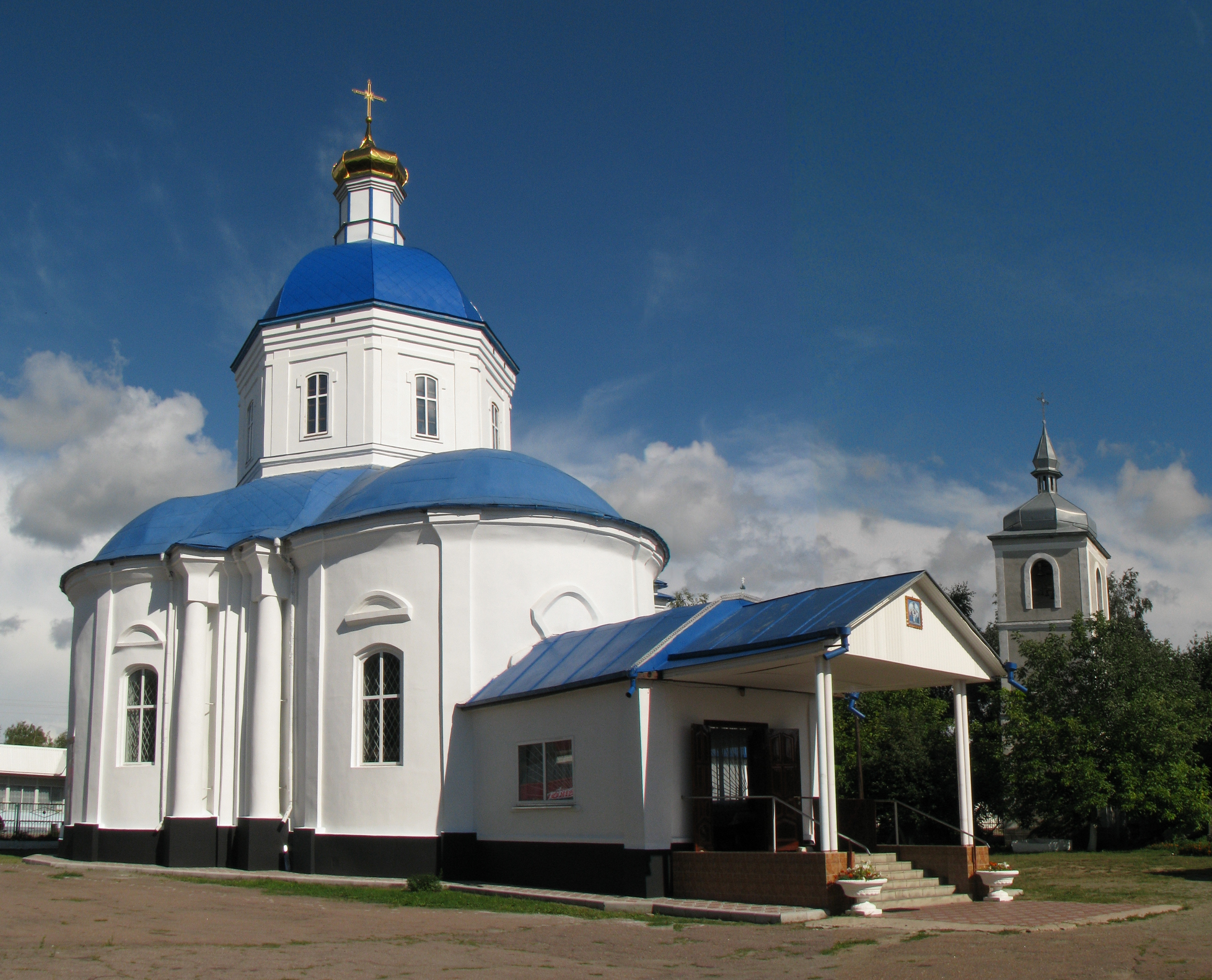
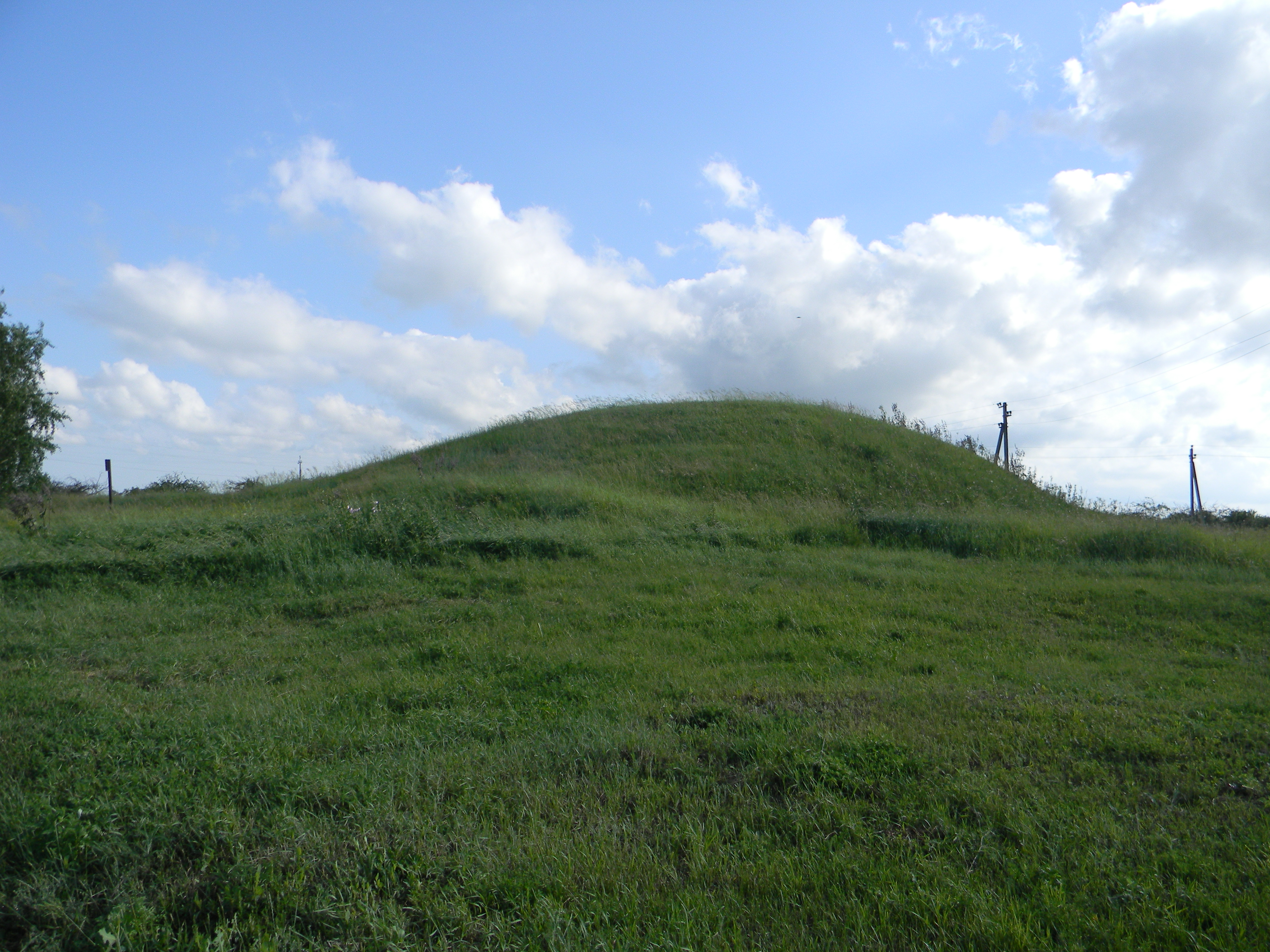